# 安心院インターチェンジ

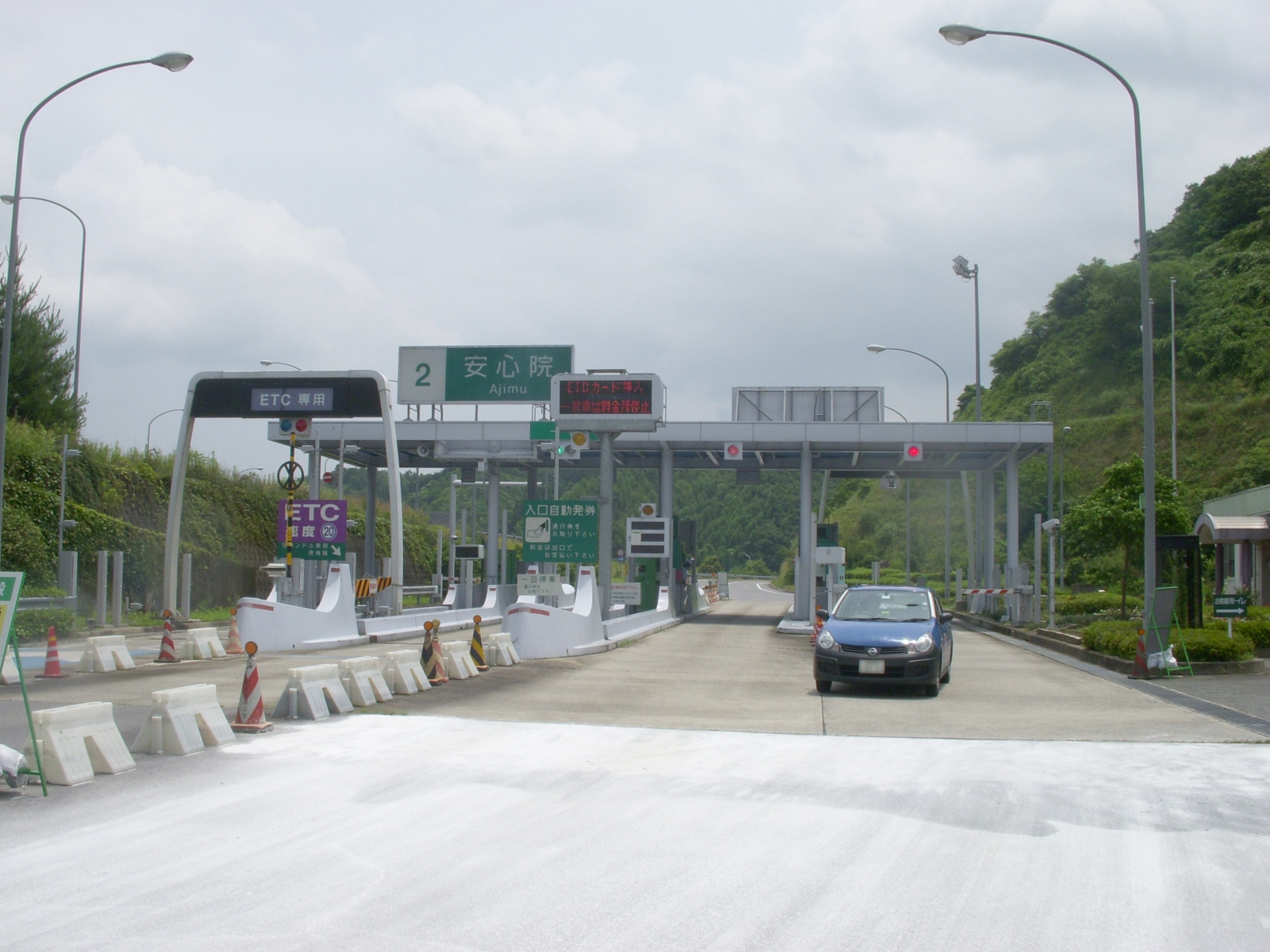
インター番号変更前

安心院インターチェンジ（あじむインターチェンジ）は、大分県宇佐市安心院町飯田にある東九州自動車道（宇佐別府道路〈東九州自動車道に並行する一般国道10号の自動車専用道路〉）のインターチェンジである。バス停留所を併設している。

## 歴史
- 1993年（平成5年）3月29日：院内IC - 速見IC間開通に伴い、供用開始[1]。
- 2018年（平成30年）8月5日:大分自動車道速見支線と大分自動車道本線（速見IC - 日出JCT - 大分米良IC）の道路名が東九州自動車道に変更される。当インターチェンジのインターチェンジ番号が「9-2」に変更される。
- 2024年（令和6年）3月18日：料金所がETC専用になる[2]。

## 周辺
- 宇佐市安心院支所
- 家族旅行村安心院

## 接続する道路
- 直接接続
  - 大分県道42号山香院内線

- 間接接続
  - 国道500号

## 料金所
- ブース数：4

### 入口
- ブース数：2
  - ETC専用：1
  - サポート：1

### 出口
- ブース数：2
  - ETC専用：1
  - サポート：1

## バスストップ
バス事業者間では、高速安心院（こうそくあじむ）という名称が使われており、一般的にはこの通称名で呼ばれている。
2018年（平成30年）8月1日より、西鉄バス北九州運行の高速バス北九州 - 別府・大分線（ゆのくに号）が停車していたが、2022年5月1日より運転休止となったため、現時点で停車するバスはない。
なお2009年（平成21年）3月31日までは大交北部バスの快速中津大分線が停車していたが、同路線は同日限りで廃止された。

## 隣
E10 東九州自動車道（ 宇佐別府道路）
(9-1) 院内IC - (9-2) 安心院IC - (9-3) 大分農業文化公園IC